# Ponte romano di Porto Torres
Il ponte romano di Porto Torres è un ponte romano a sette arcate costruito in Età imperiale. Per via del suo eccellente stato di conservazione, è il più importante ponte romano in Sardegna. e ha ancora visibili due bassorilievi legati al dio Dioniso, protettore del ponte, e dei marchi lasciati dai Romani o dai Bizantini

## Storia
Fu costruito in età imperiale per collegare Turris Libisonis con i campi di frumento della Nurra, le miniere dell'Argentiera e Karales, altro maggiore centro urbano a sud dell'isola corrispondente all'odierna Cagliari. In ambito toponomastico in passato il ponte romano dava il nome a tutta la vasta area della sponda ovest del Riu Mannu dove agli inizi del XX secolo la Ferromin si stabilì con i suoi impianti e che attualmente proprio per questo ultimo fatto è conosciuta come "area ex-ferromin"
Nel 1839 il Comune di Sassari affidò l’appalto dei lavori di riparazione da eseguire nel ponte al muratore Olia Proto per la somma di lire sarde 1637, soldi 2 e denari 3. Le riparazioni consistevano in lavori di scagliamento, rabbocatura da farsi con mattoni e preparamento di suolo stradale, e selciamento in ciottoli di mare. L’anno seguente il Consiglio Civico di Sassari vietò il passaggio dei carri per il tempo necessario ai lavori di selciatura, effettuati dal suddetto muratore, lasciando libero il passaggio ai pedoni ed ai cavalli. L’amministrazione comunale sassarese, inoltre, scrisse all’architetto Pau Giuseppe per far eseguire dallo stesso Olia, oltre ai lavori già decisi, anche quelli di riparazione dei parapetti del ponte.
Nel 1842 Porto Torres raggiunse l’autonomia ed indipendenza amministrativa e dovette cercare aiuto dai comuni limitrofi per poter concorrere nelle spese necessarie ai lavori di manutenzione e restauro del ponte. Il Comune di Sassari, a differenza di quello di Alghero, fu da subito disponibile e, nel 1849, decise di inviare il proprio architetto civico per visionare il ponte e redigere “il relativo calcolo e i corrispondenti capitoli d’appalto”,  che furono inviati all’Intendente Generale. L'anno successivo, sulla base dei suddetti calcoli, il Consiglio Comunale di Sassari deliberò di concorrere alle riparazioni del ponte della foce di Porto Torres “per la somma di tre quinti, rimanendo gli altri due quinti a carico di Porto Torres” e diede mandato al proprio sindaco di trattare con quello turritano per la creazione di un consorzio tra i due comuni. Il Comune di Porto Torres, però, ritenne troppo onerosa la ripartizione delle spese e, di conseguenza, il Consiglio Comunale di Sassari decise di eseguire le progettate riparazioni ma di obbligare il comune turritano, tramite apposito contratto, alla perpetua manutenzione.  
Queste divergenze vennero superate e, nel 1856, le due amministrazioni comunali si accordarono per concorrere nelle spese occorrenti per i nuovi lavori di restauro e di manutenzione del "Ponte Romano che da il passo alla Nurra", consistenti in un totale di lire 3250, come calcolato nella relazione redatta, nel 1858, dall’architetto civico Francesco Agnesa ed approvata dal consiglio comunale sassarese, ripartite nella misura di tre quinti a carico di Sassari ed i restanti due quinti a spese del comune turritano. Il ponte, infatti, come specificato dall’architetto civico era importante anche per la città sassarese, in quanto era l’unico passaggio sicuro, durante la stagione invernale, per i pastori della Nurra e per i carri che trasportavano le derrate alimentari da quel territorio. I lavori di restauro, dunque, iniziarono e l’appalto fu affidato al muratore Antonio Raimondo Usai per il prezzo di lire 2.876 , ma su reclamo sporto dal sindaco di Porto Torres per rendere il ponte più sicuro al transito dei carri e dei cavalli si decise "che i muriccioli di sostegno ai rialzi eseguiti per rendere più dolce la rampa del ponte siano fatti in fabbrico e muniti di parapetti". Il conto finale dei lavori di restauro del ponte, comprensivo dei diritti dovuti all’architetto civico Francesco Agnesa, che diresse e sorvegliò le opere di riparazione, fu di lire 3.699,36 da ripartire fra i due comuni secondo gli accordi stabiliti.
Nel decennio successivo il ponte ebbe bisogno di ulteriori lavori di manutenzione, come testimoniato dalla nota inviata, nel 1877, dal sindaco di Porto Torres al suo omologo sassarese, nella quale gli ricordò di pagare le spese sostenute dal 1867 al 1877, che ammontavano a lire 36 per ogni anno e per le quali i due comuni si erano accordati di concorrere reciprocamente. Sempre in quell’anno l’ingegnere Giuseppe Pasquali, incaricato dal Comune di Sassari di analizzare i costi dei nuovi lavori di riparazione del ponte calcolati dal Comune di Porto Torres e pari a lire 673,40, sottolineò l’effettiva urgenza dei citati lavori ed, anzi, li reputò insufficienti, in quanto oltre che alla costruzione di un nuovo selciato, al restauro di quello già esistente ed a lavori sulle pareti interne e verso il mare del parapetto, si sarebbero dovuti prevedere anche il restauro del prospetto del ponte verso terra, a causa del degrado delle pietre dei timpani e della corona di alcune arcate, e la ricostruzione dei rostri o taglia acque. Nel 1883, il sindaco turritano segnalò al Comune di Sassari che il Ponte Romano necessitava nuovamente di alcuni lavori di riparazione in vista della stagione invernale. Due anni dopo è sempre il sindaco di Porto Torres a scrivere al suo omologo sassarese chiedendogli di inviare un tecnico per verificare lo stato del ponte e far partire subito i lavori di riattamento della struttura.
Negli anni quaranta fu soggetto di uno degli scatti della Sardegna dell'etnologo Max Leopold Wagner.
È stato carrabile fino agli anni ottanta sia per i mezzi leggeri che per i mezzi pesanti che regolarmente vi transitavano per raggiungere il polo petrolchimico della SIR. Dagli inizi del secolo scorso fino al 2020 la sua intera superficie calpestabile era completamente ricoperta di asfalto. Solo dopo una recente opera di restauro è stato riportato alla luce il suo basolato originario consistente in grosse pietre di trachite grezze.
Dal 2024 è iniziata la fase finale del lungo processo di restauro iniziato nel 2020 che consiste nel consolidamento strutturale dell'intero ponte, lesionato dal flusso d'acqua del Riu Mannu e dalle piante infestanti.

## Descrizione
È lungo 135 m ed è costruito in pietra calcarea e trachite. Fra le due arcate maggiori sono visibili due nicchie ad oggi vuote ma che in passato gli studiosi pensavano fossero destinate ad accogliere le statue delle divinità fluviali. Recentemente l'epigrafista Giuseppe Piras ha proposto che la nicchia sul lato meridionale ospitasse una statua del dio Dioniso perché nel catino ha individuato il bassorilievo che raffigura uno scyphus, vaso per libagioni che compare spesso nelle raffigurazioni di Dioniso e di Ercole. Ancora l'epigrafista Giuseppe Piras ha decifrato il fregio scolpito nel blocco di pietra della chiave di volta della prima arcata da ovest sul fronte meridionale. Per Piras il bassorilievo rappresenta due teste di pantere, o tigri, affiancate tra loro in posizione frontale e a fauci semispalancate (si vedono anche i canini). Le due pantere bevono da un cantaro contenente del vino. È una scena che Piras ha ritrovato frequentemente nell'iconografia del dio Dioniso. Lo studioso ha identificato anche il terzo elemento sul quale poggia il cantaro: un'ara della divinità o un supporto per il vaso. Secondo Piras questo significa che il ponte era sotto la protezione del dio Dioniso, nume tutelare dei naviganti che passavano sotto l'arcata uscendo dal porto fluviale sul Rio Mannu.
Dopo il primo restauro propedeutico del 2020 per tutta la sua lunghezza è installata una passerella sopraelevata in legno per consentire un pratico passaggio ciclopedonale senza usurare il basolato originale di epoca romana.
Poco distante è ubicata la Batteria antinave di Ponte romano, che prende il nome proprio da esso.